# Assedio di Palermo
L'assedio di Palermo del 1071-1072 fu un attacco condotto dai normanni agli ordini di Roberto il Guiscardo e Ruggero d'Altavilla contro la città musulmana di Palermo. I normanni avevano già da qualche anno cominciato la conquista della Sicilia, ma le operazioni furono rallentate dalla carenza di uomini e divennero più agevoli soltanto dal 1071. La caduta di Palermo, avvenuta grazie all'impiego di un numeroso esercito e all'ausilio di una solida flotta che furono impegnati nelle lotte dall'agosto del 1071 al gennaio del 1072, coincise con la fine della parentesi musulmana nella Sicilia occidentale. All'indomani della conquista, ai palermitani fu concesso di continuare a professare la propria fede e di conservare i precedenti beni. La presa dell'intera isola venne completata dai normanni nel 1091.

## Contesto storico
I normanni avevano iniziato la conquista della Sicilia dal 1060 in poi, ma avevano sperimentato delle difficoltà soprattutto per via della carenza di uomini. Alla metà dell'XI secolo, Palermo era la città più ampia della Sicilia e uno dei più grandi centri commerciali e culturali del mondo musulmano, minore soltanto del Cairo e di Cordova e probabilmente popolata da 250 000 anime. Un primo tentativo normanno di conquista di Palermo era fallito miseramente per via di un'invasione di tarantole che aveva infestato l’accampamento normanno. Ciò aveva spinto Ruggero d'Altavilla, uno dei fautori dell'espansione normanna assieme al fratello Roberto il Guiscardo, a rifiutare di partecipare all'iniziativa pisana di saccheggiare Palermo nel 1063 perché non riteneva di essere in grado di sostenere tale attacco.
La situazione mutò a seguito dell'assedio di Bari del 1068-1071; caduto l'ultimo grande avamposto in Italia meridionale dell'impero bizantino, i due fratelli e condottieri normanni considerarono l'idea di colpire Palermo. Da Messina, unico grande avamposto normanno posseduto, si decise di pianificare una strategia alternativa che, anziché procedere lungo la costa occidentale, prevedeva di espugnare Catania, che fu conquistata grazie a uno stratagemma. Da lì, nell'estate del 1071, le forze guidate da Ruggero e Roberto divisero i propri uomini. Il primo guidava le forze di terra, il secondo, forse fiaccato dalla maggiore età e dal caldo, partì al comando della flotta che sarebbe stata impiegata per le operazioni.

## Preparativi
Era circa la metà di agosto quando Ruggero giunse, con il grosso dell'esercito normanno, davanti alle mura della capitale. Non aveva incontrato opposizione degna di rilievo nel tragitto da Catania e decise di accamparsi a tre o quattro chilometri a est della città, dove il fiume Oreto sfocia nel mare. Occorreva mettere in sicurezza uno spazio per l'approdo e ci si mosse per questo verso il castello di Yahya, nei pressi della foce del fiume appena menzionato. La struttura perseguiva il duplice scopo di proteggere la via d'accesso orientale di Palermo e di sbarrare il corso d'acqua per impedire che navi ostili lo risalissero. Sopraffatta senza grosse difficoltà la guarnigione locale, di cui quindici nemici uccisi e trenta prigionieri, il castello divenne in futuro una chiesa.

## L'assedio

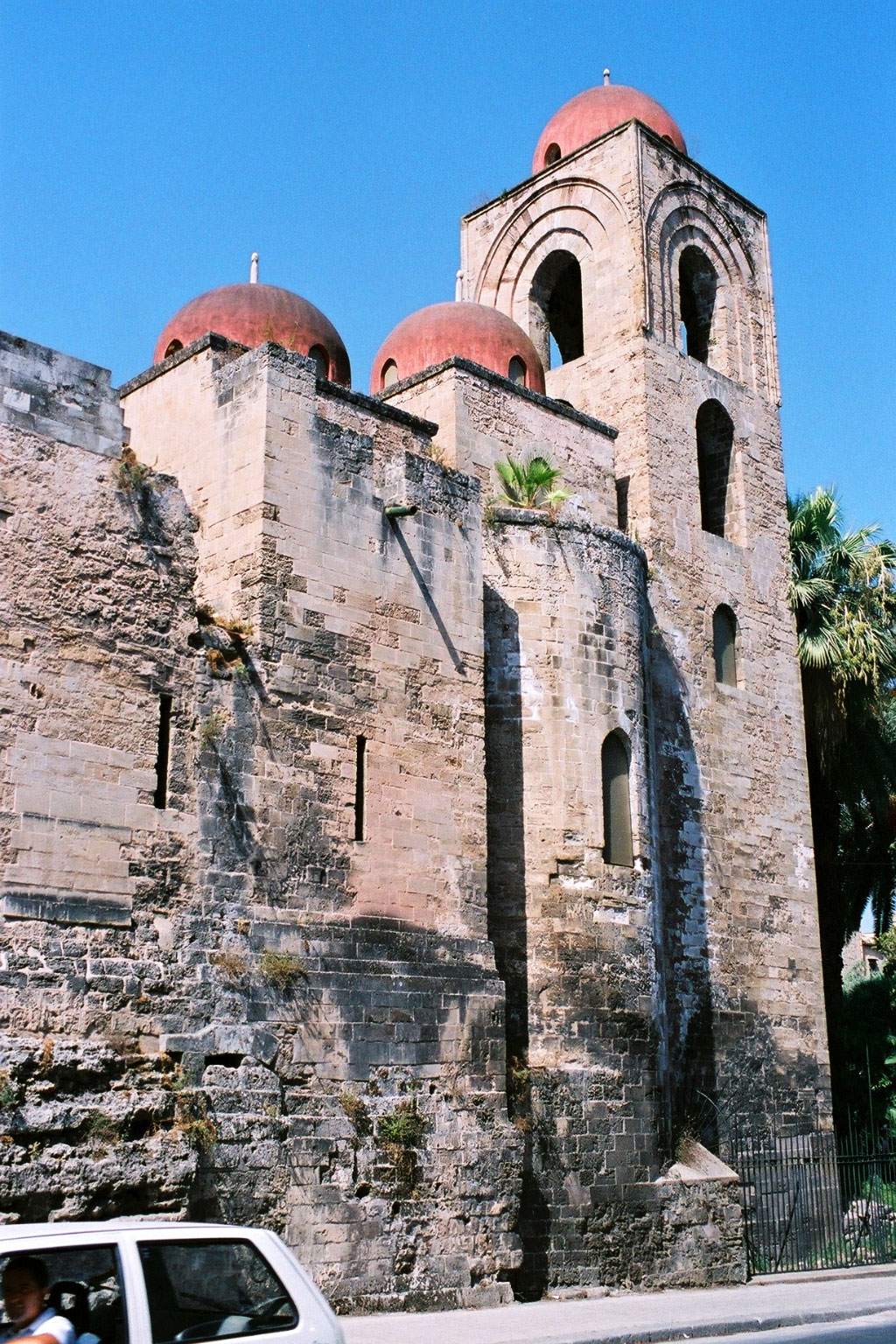
La Chiesa di San Giovanni degli Eremiti: l'edificio fu costruito in epoca araba

Il duca di Puglia Roberto il Guiscardo giunse ben presto con la sua flotta e diede ordine di sferrare un immediato attacco. A soli quattro mesi di distanza dall'assedio di Bari, i normanni (meno di 10 000 uomini) si trovarono a condurre un nuovo assalto di enormi proporzioni. Mentre le galee si portavano avanti per bloccare l'ingresso al porto, l'esercito, formando un grande arco, con Ruggero sulla sinistra che avanzava in direzione nord-ovest e Roberto sulla destra che incalzava verso ovest lungo la costa, si muoveva lentamente verso i bastioni. Dall'altra parte, i palermitani si erano organizzati per resistere, avendo infatti rafforzato le loro fortificazioni e murato le porte cittadine, ad eccezione di due o tre. All'avanguardia normanna, la quale si spinse fin sotto le difese, fu riservata una pioggia di frecce e di pietre per respingerli.
Stavolta Roberto il Guiscardo non replicò la tattica di Bari, quando tentò di circondare il porto ma il suo blocco venne sfondato dai bizantini. Attendendo lungo l'Oreto, Roberto si spinse prontamente all'attacco nel momento in cui delle navi siciliane e africane giunsero per fornire rinforzo nell'autunno del 1071, come riferito da Guglielmo di Puglia. I musulmani misero tuttavia in seria difficoltà i loro nemici erigendo sulle loro imbarcazioni delle grosse tende di feltro rosso a protezione contro i proiettili. Pian piano tuttavia i normanni presero il sopravvento, tanto che, nel giro di un breve lasso di tempo, si allontanarono e consentirono alla flotta normanna di avvicinarsi al porto. Appena prima che vi giungessero, i palermitani tesero la grande catena che sostituiva quella asportata dai pisani otto anni prima all'imbocco del porto. Malgrado non sia noto come, il Guiscardo infranse l'ostacolo e spintosi vicino alle rive diede le fiamme l'intera flotta siciliana.
Il rischio di carestia divenne con i mesi maggiormente palpabile, e poiché ogni via di uscita appariva bloccata era difficile riuscire a rifornirsi. Le colline della Conca d'Oro, le quali circondavano la capitale e costituivano una barriera naturale, si rivelarono stavolta un ostacolo perché ogni via di uscita a sud e a est erano bloccate dalle truppe di Ruggero, mentre a ovest le sue pattuglie mobili intercettavano perennemente i soccorsi e le colonne di approvvigionamenti, quanto lo erano le scialuppe di Roberto lungo la rada a nord. Date le circostanze, la resa appariva questione di tempo, ma nel mese di dicembre si verificò una svolta. Roberto venne infatti a conoscenza di una ribellione esplosa in Puglia e allargatasi alla Calabria che rischiava di ampliarsi ulteriormente se la sua assenza si fosse prolungata.
Nel cuore della città vecchia, si trovava il quartiere di Al-Qasr (La Fortezza), un quartiere di mercati affollati di suq attorno alla grande moschea del Venerdì e protetto dalle sue mura circolari forate da nove porte. All'alba del 5 gennaio 1072, la fanteria del Guiscardo attaccò quella località, impegnandosi in una lotta lunga e sanguinosa. Facendo probabilmente anche leva sulla forza della disperazione, i difensori si gettarono sugli assalitori, prevalendo per via della superiorità e dell'entusiasmo. Quando però la fanteria si ritirò subentrò la cavalleria, la quale con una carica poderosa sovvertì l'andamento dei combattimenti. Dandosi alla ritirata verso le mura, le guardie che le pattugliavano preferirono chiudere le porte, altrimenti avrebbero rischiato di far entrare anche i normanni. Inevitabilmente, questo gruppo di saraceni rimase in trappola e lottò fin quando poté. Roberto ordinò di schierare una delle sette grandi scale d'assedio che aveva fatto preparare. Vinto un momento di esitazione, il condottiero normanno riuscì a spronare alcune delle sue truppe, capeggiate da un certo Arcifredi, a salire sulle scale, ma la lotta si rivelò impari e presto dovettero riscendere. Poiché l'Al-Qasr non era ancora stato occupato, il Guiscardo si convinse a mutare tattica. Egli credette che il gran numero di sentinelle poste a presidio di quell'area avesse inevitabilmente lasciato scoperto qualche altro settore, motivo per cui incaricò i suoi uomini di continuare ad aggredire la fortezza. Nel frattempo, Roberto si diresse con 300 suoi soldati scelti verso nord-est, tra l'Al-Qasr e il mare, dove si trovava il quartiere più moderno di Al-Khalesa, il centro amministrativo di Palermo. Esso era costituito in gran parte da edifici pubblici, tra cui l'arsenale, le prigioni, il divano e gli uffici governativi, in mezzo ai quali sorgeva il palazzo dell'emiro. Poiché si trattava di un quartiere meno fortificato e, per giunta, praticamente indifeso, considerato l'impiego di guardie altrove, i normanni montarono immediatamente le scale, e un primo gruppo di combattenti riuscì a penetrare nella città, aprendo le porte ai restanti 300 guerrieri. Pur essendo entrati, la lotta si rivelò ardua e fu vinta soltanto grazie alle lunghe spade normanne, vera arma di svolta nello scontro. Verso la notte, gli scontri si erano esauriti e i superstiti fuggivano tra le vie intrise di cadaveri.
Nella notte, i difensori di Palermo si resero conto di non avere più speranze, considerato l'ingresso nemico nella città, motivo per cui giunsero alla decisione di presentarsi, nelle prime ore del mattino seguente, dal duca di Puglia per discutere i termini della resa. Roberto fu comprensivo e promise che non ci sarebbero state rappresaglie né ulteriori saccheggi, così come che la vita e i beni mobili e immobili dei saraceni sarebbero stati rispettati. Garantendo altresì libertà religiosa, in cambio fu richiesto di fornire sostegno nelle future campagne militari e di versare un tributo annuo. L'accettazione delle condizioni si spiega poi anche con la fretta che il Guiscardo aveva di ritornare sul continente a sedare i tumulti.

## Conseguenze
Trascorsero due giorni per accettare le condizioni. Il 10 gennaio del 1072, il duca di Puglia fece il suo ingresso trionfale a Palermo, seguito dal fratello Ruggero, dalla moglie Sichelgaita e da tutti i capi normanni che avevano combattuto al suo fianco durante la campagna. All'ingresso trionfale di Roberto nella Città vecchia del 10 gennaio seguì la rimozione di tutti gli orpelli islamici dalla moschea principale, che venne convertita in cattedrale cristiana. Un simile gesto coincideva simbolicamente sì con un mutamento religioso, ma altresì con il passaggio da un'aristocrazia islamica a una di fede differente. Nei fatti, gran parte della popolazione rimase musulmana e fu, secondo gli studiosi in modo lungimirante, lasciata libera di praticare la propria fede. Oltre a non avere senso provocare l'ostilità dei saraceni verso i nuovi signori, Levi Roach ha ricordato che non si trattava di «una guerra santa», ma, «come la conquista dell'Inghilterra da parte del duca Guglielmo, era un'appropriazione opportunistica di terre con il beneplacito del papa». Si dovrebbe pertanto tenere a mente che, sebbene Guglielmo di Puglia e Goffredo Malaterra enfatizzino l'aspetto religioso di questi conflitti, essi scrivevano quando già avrva avuto luogo la prima crociata.

Lo scenario geopolitico nel 1084

All'indomani delle lotte, Roberto il Guiscardo aveva confermato la sua sovranità sulla neonata contea di Sicilia e si era riservato come domini diretti la città di Palermo, metà della città di Messina e del Val Demone, la regione montagnosa del nord-est alla cui conquista aveva partecipato personalmente. Tutto il resto sarebbe spettato al suo gran feudatario Ruggero, da allora investito del titolo di gran conte di Sicilia, e a cui sarebbe stato riconosciuto il possesso di tutto ciò che avrebbe conquistato in seguito. Roberto trascorse l'estate del 1072 a Palermo e investì uno dei suoi principali luogotenenti con il titolo di emiro, adottando quindi un'usanza locale. La presa della più grande città della Sicilia, nel giro di un decennio gradualmente erosa ai musulmani, coincise con l'apice delle conquiste conseguite dal Guiscardo.

## Giudizio storiografico
Secondo John Julius Norwich, la cattura di Palermo fu decisamente più ardua rispetto a quella di Bari, poiché i saraceni tendevano a effettuare maggiori incursioni e azioni diversive, cercando di sfruttare quanto più possibile il fattore dell'imprevedibilità. Dovendo giudicare l'episodio storico, il medesimo studioso ha commentato:
(John Julius Norwich, I normanni nel Sud: 1016-1130, p. 168)